# Lamprogrammus shcherbachevi
Lamprogrammus shcherbachevi is een straalvinnige vissensoort uit de familie van naaldvissen (Ophidiidae). De wetenschappelijke naam van de soort is voor het eerst geldig gepubliceerd in 1993 door Cohen & Rohr.